# Racodiscula asteroides
Racodiscula asteroides är en svampdjursart som beskrevs av Karl Alfred von Zittel 1878. Racodiscula asteroides ingår i släktet Racodiscula och familjen Theonellidae. Inga underarter finns listade i Catalogue of Life.